# 菊池市立花房小学校
菊池市立花房小学校（きくちしりつ はなぶさしょうがっこう）は、熊本県菊池市出田にある公立小学校。体育を50年以上研究している。
朝マラソンやリング体操､花房体操､ボール体操など花房小ならではのものがある。
赤龍乱舞や青龍乱舞などの伝統の踊りがある。
地域の出田にある伝統出田の獅子舞を大切に受け継いでいる。

## 沿革
- 1875年（明治8年） - 木柑子小学校設立
- 1878年（明治11年） - 出田小学校設立
- 1881年（明治14年）6月 - 木柑子小学校設置
- 1885年（明治18年）7月 - 公立菊南小学校の支校となる。
- 1891年（明治24年）4月 - 花房尋常小学校として独立
- 1912年（明治45年）4月 - 現在地移転
- 1916年（大正5年）4月 - 花房尋常高等小学校と改称
- 1941年（昭和16年）4月 - 花房国民学校と改称
- 1947年（昭和22年）4月 - 花房村立花房小学校と改称
- 1956年（昭和31年）9月1日 - 菊池町立花房小学校と改称
- 1958年（昭和33年）8月1日 - 菊池市立花房小学
- 校と改称
- 1995年（昭和60年）100周年記念

## 委員会
・運営委員会
・保健委員会
・環境委員会
・体育委員会
・放送委員会
・図書委員会

## 学校周辺
- 菊池川
- 国道387号